# Missione vetero-cattolica in Francia
La Missione della Chiesa vetero-cattolica dell'Unione di Utrecht in Francia (in francese Communaute Vieille Catholique D'Alsace Union Utrecht) è una chiesa vetero-cattolica sotto la giurisdizione della Conferenza episcopale vetero-cattolica internazionale. La Chiesa ha un organo giornalistico ufficiale,  "La Flamme". A capo di questa Chiesa è posto Michel Grab, mentre il vescovo delegato è Joris Vercammen. La missione è attiva dal 1951. La Missione ha parrocchie a Parigi, in Alsazia e in alcune altre località della Francia.
La parrocchia di San Dionigi di Parigi a Saint-Denis si pose nel 1893 sotto la giurisdizione dell'Arcivescovo vetero-cattolico di Utrecht. A seguito di gravi battute d'arresto durante gli anni quaranta del XX secolo, la comunità fu ricostruita nel 1950.
A partire dal 1909 esistette una piccola parrocchia vetero-cattolica a Strasburgo, sotto la supervisione di quella di Offenburg, ma si sciolse dopo la prima guerra mondiale. Nel 1984 fu rifondata la parrocchia vetero-cattolica in Alsazia, che insieme alle altre parrocchie francesi si pose sotto la giurisdizione della Conferenza episcopale vetero-cattolica internazionale.
Nell'autunno 2006 il Priorato del Buon Pastore di Prisches, nel nord della Francia cercò di essere ammesso nella Missione. La Conferenza episcopale internazionale chiarì che avrebbe stabilito e concordato con questa comunità i termini per un percorso comune.
La sede della missione è a Marienthal.
| Vescovo           | dal  | al   | Chiesa di provenienza | Note                        |
| ----------------- | ---- | ---- | --------------------- | --------------------------- |
| Fritz-René Müller |      | 2009 | Svizzera              | Delegato anche per l'Italia |
| Joris Vercammen   | 2009 |      | Paesi Bassi (Utrecht) |                             |